# Solo (Computer)
Solo (Eigenschreibweise: SOLO) war ein Supercomputer, der Mitte der 1950er-Jahre von der amerikanischen Firma Philco im Auftrag der National Security Agency (NSA) für kryptanalytische Zwecke entwickelt und hergestellt wurde.
Er war der erste dieser Spezialcomputer, bei dem die herkömmlichen Elektronenröhren durch die damals brandneuen Transistoren ersetzt wurden. Bei der Namensgebung stand möglicherweise der amerikanische Kryptologe Solomon Kullback (1907–1994) Pate.

## Geschichte

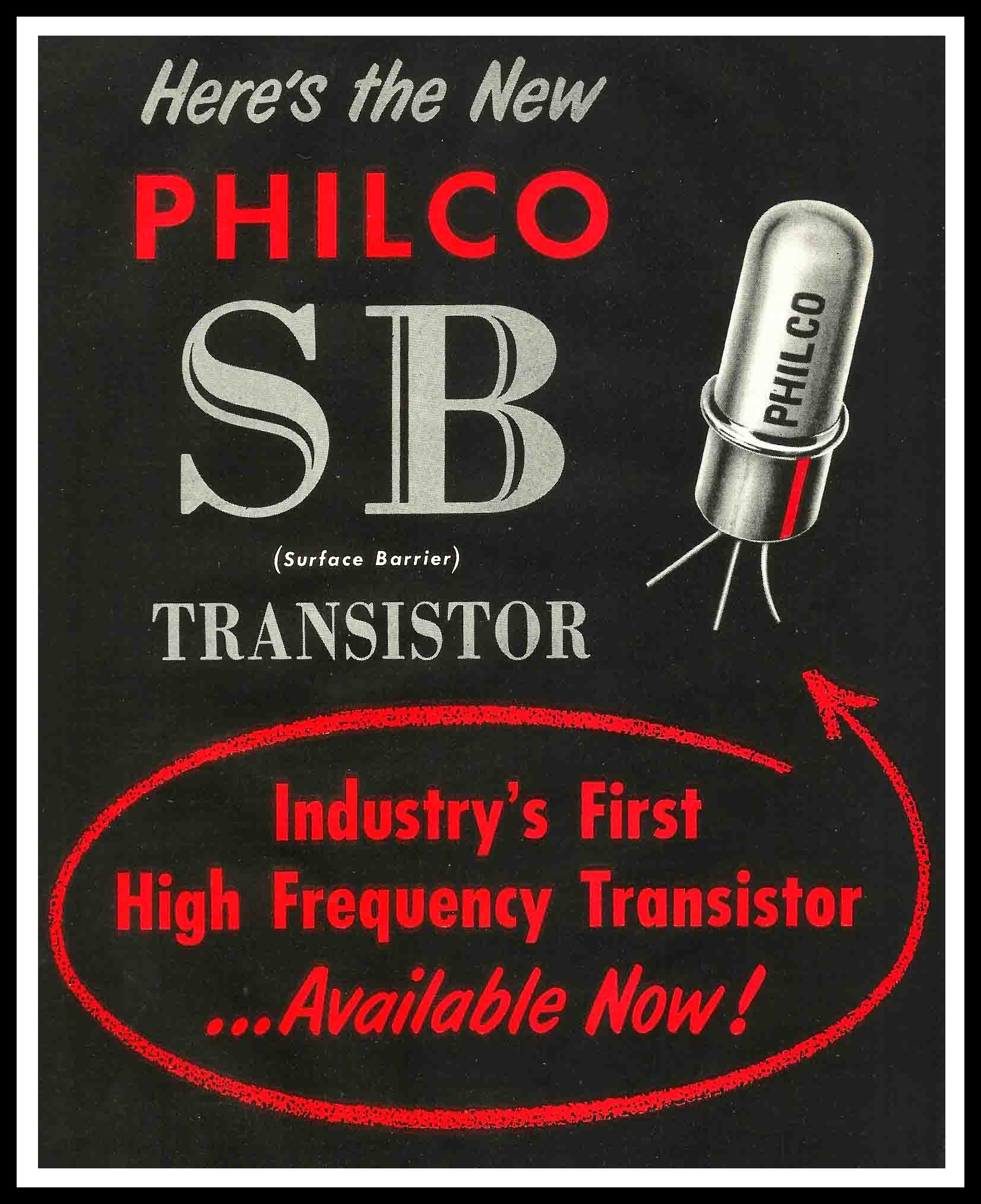
Werbung der Firma Philco für ihren damals brandneuen Transistor (1955).

Mitte der 1950er Jahre verdrängte der Ende 1947 erfundene Bipolartransistor die zuvor verwendete Elektronenröhre immer mehr, denn er erwies sich als erheblich zuverlässiger, hatte deutlich kleinere Abmessungen, benötigte wesentlich weniger Leistung und erzeugte viel weniger Abwärme. Vor allem die NSA erkannte die Vorteile dieser neuen Technologie und forcierte die Entwicklung neuartiger Supercomputer auf der Basis dieses innovativen Bauelements.
Anfang 1955 rief sie das Projekt Solo ins Leben, um den ersten solchen Computer bauen zu lassen. Im Juni desselben Jahres erhielt das in Philadelphia ansässige Unternehmen Philco den Entwicklungsauftrag. Es hatte zwei Jahre zuvor, im Jahr 1953, den hochfrequenztauglichen Surface-Barrier-Transistor (Oberflächensperrschichttransistor) entwickelt. Unteraufträge für den Bau des Kernspeichers von Solo und von Netzteilen gingen an Remington Rand beziehungsweise die Magnetics Control Corporation.
Solo enthielt etwa 7000 Transistoren, 3700 Widerstände, 200 Kondensatoren und 8 Elektronenröhren. Das Gerät wurde im März 1958 an die NSA ausgeliefert und dort hauptsächlich für Tests und Schulungszwecke verwendet.
Solo hatte einen großen Einfluss auf das Design nachfolgender Großrechner und die damit verknüpften innovativen Anwendungsmöglichkeiten.